# Rogowo (powiat Rypiński)
Rogowo is een dorp in het Poolse woiwodschap Koejavië-Pommeren, in het district Rypiński. De plaats maakt deel uit van de gemeente Rogowo.